# الحزب الديمقراطي الاتحادي (أيرلندا الشمالية)
الحزب الديمقراطي الاتحادي (بالإنجليزية: Democratic Unionist Party)‏ واختصاراً DUP هو حزب اتحادي وموالي في أيرلندا الشمالية. تأسس في عام 1971 خلال المشاكل من قبل إيان بيزلي، الذي قاد الحزب لمدة 37 عاماً. يقوده حاليًا جيفري دونالدسون، وهو ثاني أكبر حزب في جميعة أيرلندا الشمالية، وهو خامس أكبر حزب في مجلس عموم المملكة المتحدة. وقد تم وصف الحزب بأنه يميني ومحافظة محافظ اجتماعيًا كونه يعارض الإجهاض وزواج المثليين. يرى الحزب الاتحادي الديمقراطي نفسه على أنه يدافع عن الثقافة البريطانية وعن ثقافة بروتستانت أولستر ضد القومية الأيرلندية؛ الحزب متشكك في الاتحاد الأوروبي ويدعم خروج بريطانيا من الاتحاد الأوروبي.